# Indywidualne Mistrzostwa Polski na Żużlu 2011
Indywidualne Mistrzostwa Polski na Żużlu 2011 – zawody żużlowe, mające na celu wyłonienie medalistów indywidualnych mistrzostw Polski w sezonie 2011. Rozegrano cztery turnieje ćwierćfinałowe, dwa półfinały oraz finał, w którym zwyciężył Jarosław Hampel.

## Finał
- Leszno, 3 września 2011
- Sędzia: Artur Kuśmierz

| Msc. | Zawodnik                   | Klub         | Pkt   |                |  |
| ---- | -------------------------- | ------------ | ----- | -------------- |  |
| 1    | Jarosław Hampel            | Leszno       | 15    | (3,3,3,3,3)    |  |
| 2    | Przemysław Pawlicki        | Piła         | 11 +3 | (2,1,3,3,2)    |  |
| 3    | Piotr Protasiewicz         | Zielona Góra | 11 +2 | (2,3,3,1,2)    |  |
| 4    | Grzegorz Walasek           | Bydgoszcz    | 11 +d | (3,3,2,3,w)    |  |
| 5    | Piotr Pawlicki             | Piła         | 9     | (3,w,3,0,3)    |  |
| 6    | Tomasz Gapiński            | Bydgoszcz    | 9     | (1,3,2,w,3)    |  |
| 7    | Maciej Janowski            | Wrocław      | 9     | (3,2,d,2,2)    |  |
| 8    | Patryk Dudek               | Zielona Góra | 9     | (1,2,1,2,3)    |  |
| 9    | Adam Skórnicki             | Leszno       | 8     | (2,1,2,1,2)    |  |
| 10   | Krzysztof Jabłoński        | Gniezno      | 6     | (0,1,1,3,1)    |  |
| 11   | Maciej Kuciapa             | Rzeszów      | 6     | (1,1,2,1,1)    |  |
| 12   | Michał Szczepaniak         | Gniezno      | 5     | (1,0,1,2,1)    |  |
| 13   | Sebastian Ułamek           | Tarnów       | 4     | (2,0,1,0,1)    |  |
| 14   | Marcin Jędrzejewski        | Opole        | 2     | (0,2,d,–,–)    |  |
| 15   | Szymon Kiełbasa            | Rawicz       | 0     | (0,u/ns,w,–,–) |  |
| 16   | Mateusz Szczepaniak        | Łódź         | 0     | (d,–,–,–,–)    |  |
|      | rez. toru Tobiasz Musielak | Leszno       | 4     | (2,0,0,2,0)    |  |

Bieg po biegu:
1. Pi.Pawlicki, Ułamek, Dudek, Kiełbasa
2. Hampel, Prz.Pawlicki, Kuciapa, Mat.Szczepaniak (d)
3. Janowski, Skórnicki, Mi.Szczepaniak, Jędrzejewski
4. Walasek, Protasiewicz, Gapiński, Jabłoński
5. Hampel, Jędrzejewski, Jabłoński, Pi.Pawlicki (w/u)
6. Protasiewicz, Musielak, Skórnicki, Ułamek
7. Walasek, Dudek, Prz.Pawlicki, Mi.Szczepaniak
8. Gapiński, Janowski, Kuciapa, Kiełbasa (ns)
9. Pi.Pawlicki, Gapiński, Mi.Szczepaniak, Musielak
10. Hampel, Walasek, Ułamek, Janowski (d)
11. Protasiewicz, Kuciapa, Dudek, Jędrzejewski (d)
12. Prz.Pawlicki, Skórnicki, Jabłoński, Musielak (Kiełbasa - w/2min)
13. Prz.Pawlicki, Janowski, Protasiewicz, Pi.Pawlicki
14. Jabłoński, Mi.Szczepaniak, Kuciapa, Ułamek
15. Hampel, Dudek, Skórnicki, Gapiński (w)
16. Walasek, Musielak
17. Pi.Pawlicki, Skórnicki, Kuciapa, Walasek (w/u)
18. Gapiński, Prz.Pawlicki, Ułamek
19. Dudek, Janowski, Jabłoński, Musielak
20. Hampel, Protasiewicz, Mi.Szczepaniak
21. Bieg o srebrny medal: Prz.Pawlicki, Protasiewicz, Walasek (d)